# 八桥镇 (重庆市)

## 地理环境及所属
八桥镇，是中华人民共和国重庆市大渡口区下辖的一个乡镇级行政单位。地处大渡口区西北部，东接跃进村街道、春晖路街道、茄子溪街道，南邻建胜镇、跳磴镇，西、北与九龙坡区华岩镇、二郎街道接壤，距大渡口区政府3.4千米，区域总面积12.31平方千米，

## 行政区划
八桥镇下辖以下地区：
五一社区、双林社区、丽景社区、龙都社区、融城社区、凤阳社区、万有社区、常嘉社区、逸景社区、双城社区、凤阳村、公民村、五一村、互助村、民乐村、八桥村、新华村、民新村、八一村和双山村

### 建置沿革
1. ↑  . 中国·国家地名信息库.
2. ↑  . 中华人民共和国国家统计局. 2023 （中文（中国大陆））.[]